# Витязь (футбольний клуб, Подольськ)
«Ви́тязь» (рос. «Витязь») — російський футбольний клуб з міста Подольськ Московської області. Заснований у 1996 році. У 2008 році деб'ютував в Першому дивізіоні чемпіонату Росії. В сезонах 2008—2009 займав 11 місця. Через фінансові проблеми 25 грудня 2009 року добровільно відмовився від виступів в Першому дивізіоні і сезон 2010 проведе в Другому дивізіоні в зоні «Центр».

## Колишні назви
- ПДБК (1996)
- «Витязь-Десна» (1997)
- «Красна горка-Витязь» (1998)